# Châle
Cet article possède des paronymes, voir Challe, Challes et Chasles.
Pour l'artiste belge, voir Ado Chale.

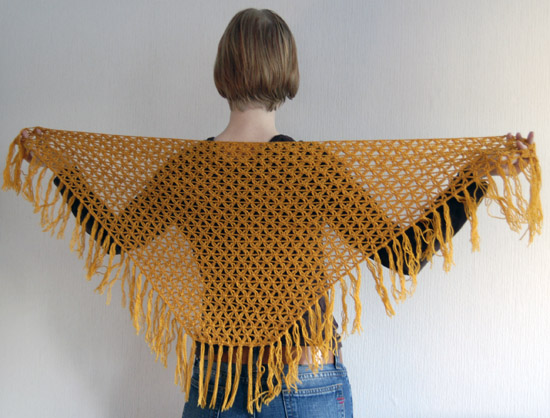
Châle triangulaire.

Le châle est une grande pièce de tissu que l'on drape sur les épaules ou que l'on porte parfois autour du cou ou sur la tête à la manière d'un voile.
Généralement fait de laine, il est plus large qu'une écharpe. Souvent garni de franges, il se distingue du foulard, le plus souvent fait de soie ou de coton, mais il peut être comme lui en forme de rectangle, de carré ou de triangle.
L'accessoire est répandu dès l'Antiquité, notamment en Asie centrale, en Inde et en Asie occidentale, mais est vogue en Europe de l'Ouest au XVIIIe siècle et XIXe siècle. Très influencés au départ par les productions indiennes, les créations européennes renouvellent progressivement les motifs utilisés et innovent par les techniques de fabrication.

## Historique

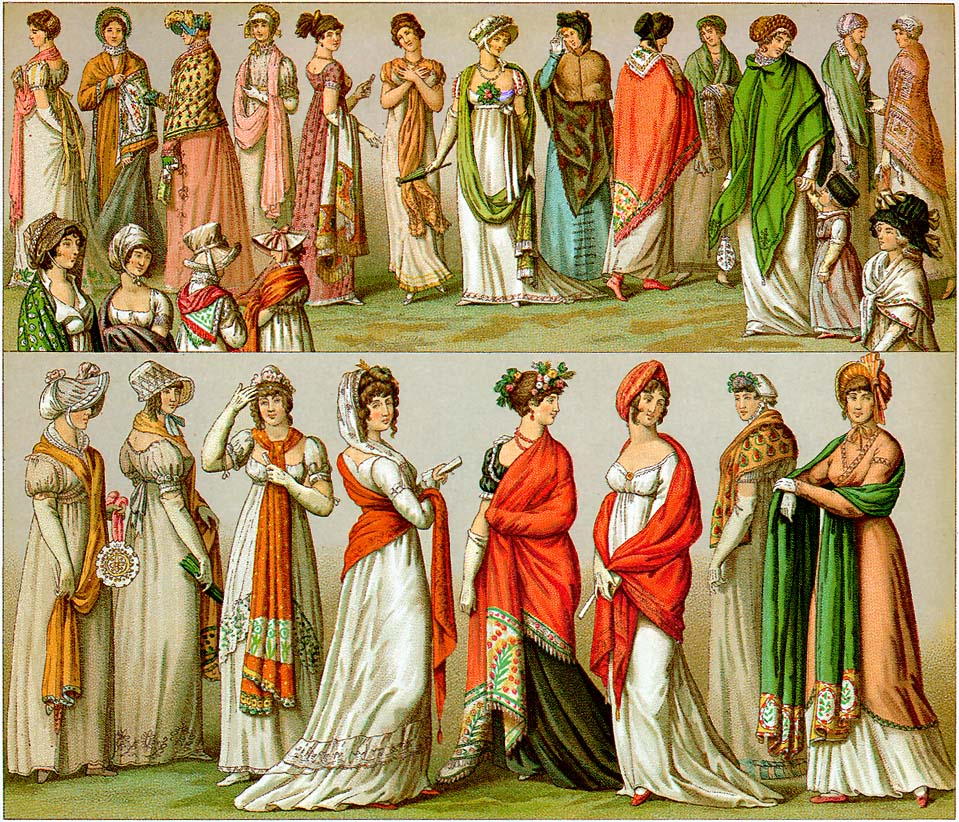
Différentes manières de porter le châle en France sous l'Empire. Lithographie de 1888 parue dans Le costume historique d'Albert Racinet.

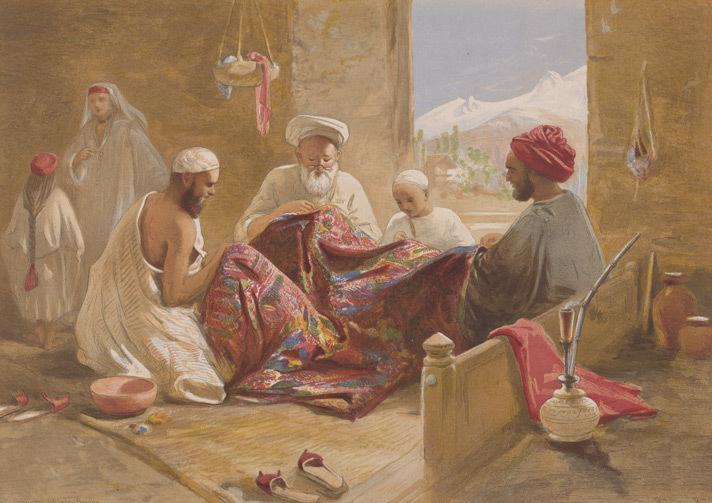
Broderie à l'aiguille de châles du cachemire vers 1867.

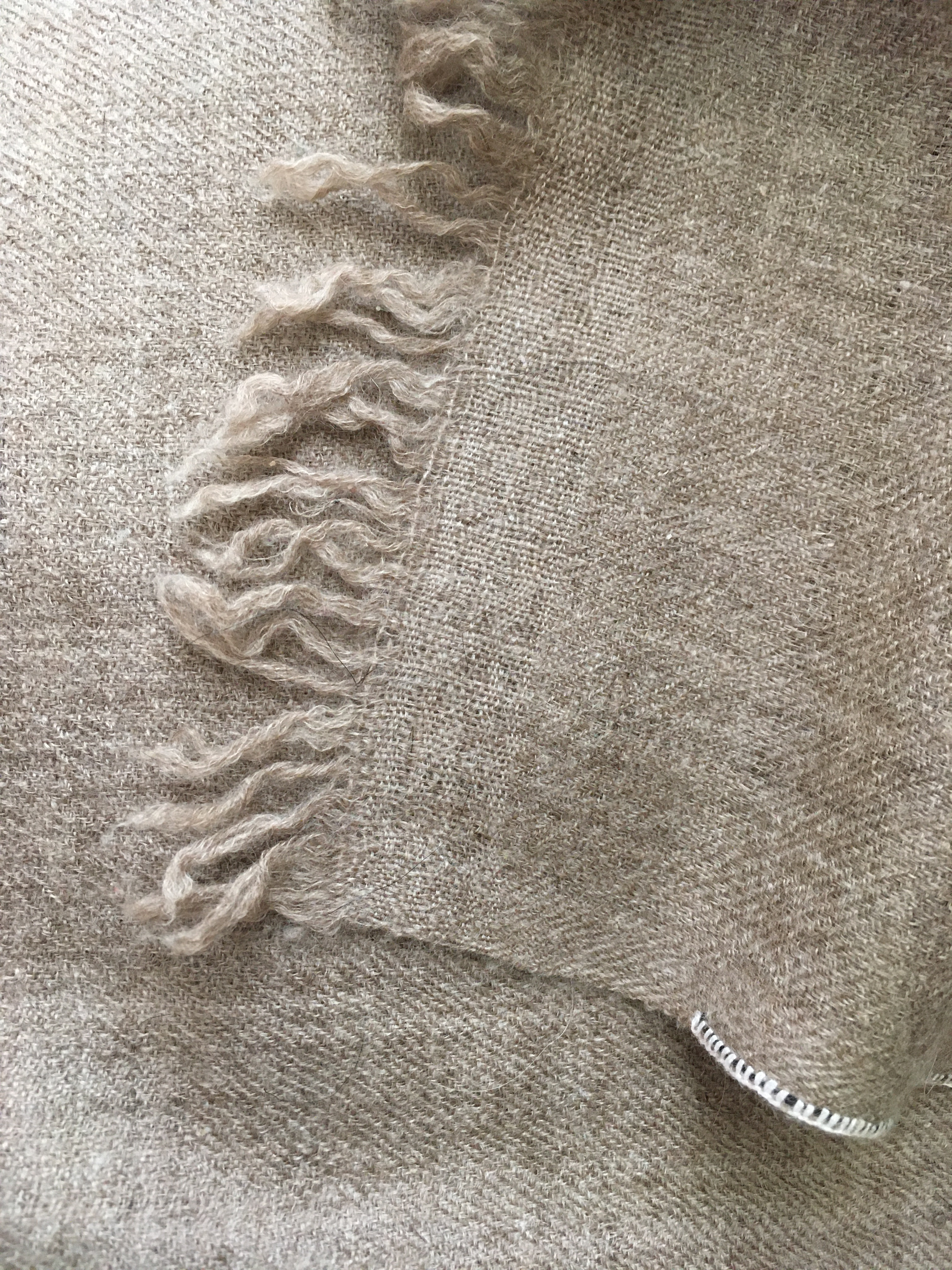
Châle en laine de pashmînâ tissé à la main au Kashmir

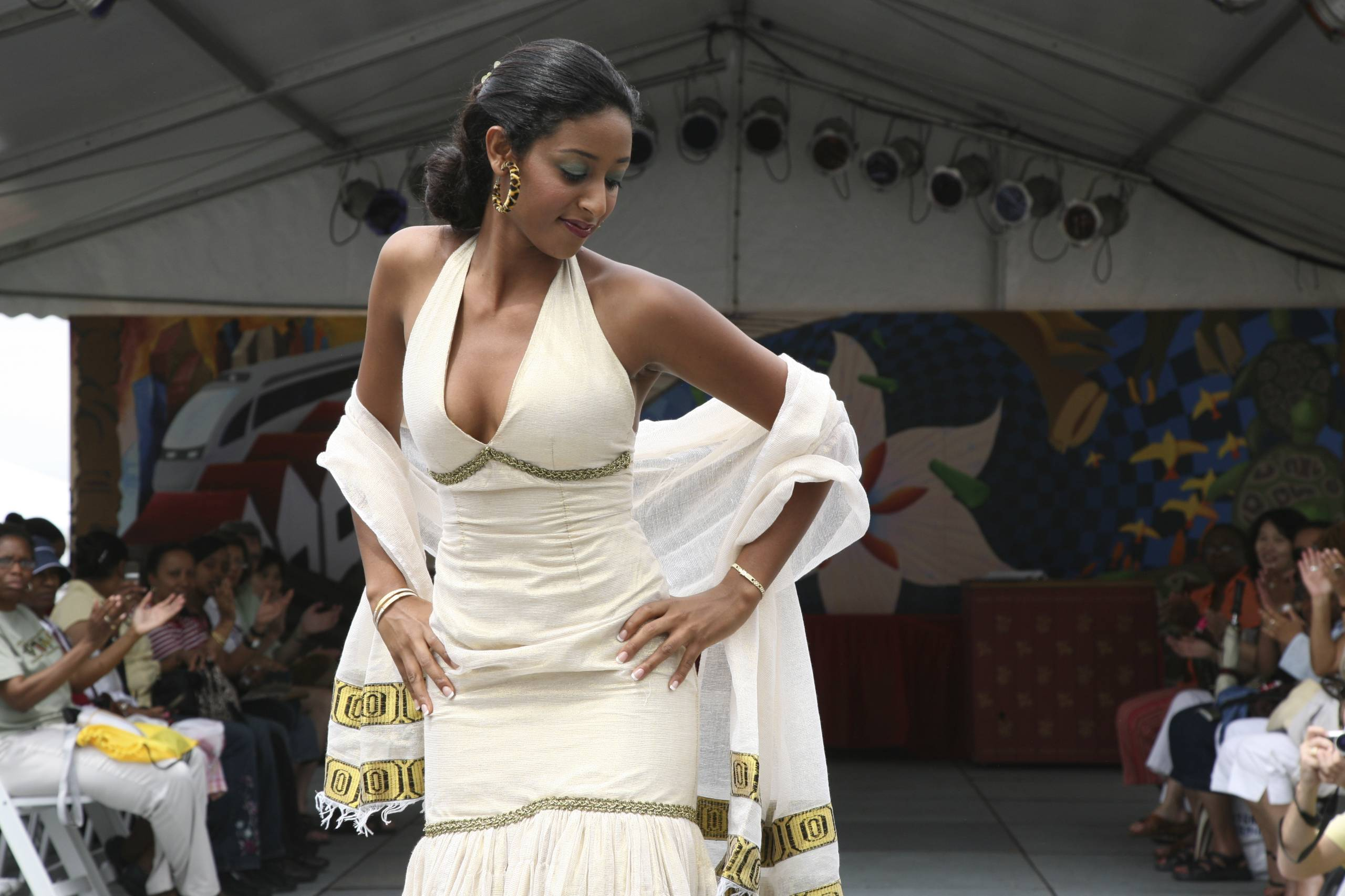
Femme présentant un châle traditionnel éthiopien.

Le mot châle est emprunté à l'hindi, shāl, d'origine persane شال « chal » ou « chaale ». Ce terme exotique s'est fixé dans son orthographe actuelle vers 1670, même si un siècle plus tard l'anglicisme schawl, écrit également schall, revient en force dans l'usage courant, sous l'influence de la mode anglaise. Le terme châle l'emporte définitivement vers 1860.
L'objet lui-même est répandu dans l'Antiquité, notamment en Asie centrale, en Inde et en Asie occidentale. Simple vêtement servant à se tenir chaud, il joue aussi dans certaines cultures un rôle symbolique et rituel, comme le talit dont l'emploi, décrit déjà dans la Torah, se perpétue aujourd'hui. Dans la Description de l'Égypte, le Comte de Chabrol décrit le châle (شال) comme une longue pièce de mousseline ou de tissu de laine que l'on plisse et tourne plusieurs fois autour du tarbouche.
Introduit très tôt en Europe, peut-être au XIIe siècle, au temps des croisades, ou peut-être même avant cette période, lors des migrations des Roms depuis l'Inde du Nord-ouest et le plateau iranien, le châle est intégré dans de nombreux costumes régionaux, aussi bien en Russie que dans l'Europe de l'Est. Mais sans doute d'autres versions du châle existent-elles auparavant.
La grande vogue du châle en Europe de l'Ouest remonte aux XVIIIe et XIXe siècles et est une conséquence de l'occupation britannique de l'Inde et de la campagne française en Égypte. À cette époque existent deux centres importants de fabrication, la Perse et le Cachemire, lesquels rivalisent à qui produira les châles les plus fins ou les plus somptueusement brodés.
Entre 1800 et 1850, une troisième industrie rivale s'établit en Europe, en France, à Reims dans les ateliers des frères Ternaux, Guillaume Louis Ternaux et son cadet Étienne Nicolas Louis Ternaux, à Lyon et à Nîmes, puis en Écosse, à Paisley dans le Renfrewshire, qui produit un type de châle particulier, dont les motifs en forme de goutte sont fortement stylisés. Guillaume Ternaux fait porter ses produits par l'impératrice Joséphine de Beauharnais, s'assurant ainsi un complément de notoriété. Le châle de type indien acquiert rapidement une popularité considérable aux XVIIIe et XIXe siècles.
Dans les années 1830, le dessinateur de châles Amédée Couder et le fabricant Gaussen initient un style, appelé Renaissance, inspiré par l'art islamique et persan, abandonnant les formes indiennes pour des dessins plus fluides. La production indienne subit en retour l'influence de ces innovations stylistiques occidentales. L'apogée d'un certain style français se fait avec Anthony Berrus, qui adopte « la palme comme motif principal d'ornement, mais en l'effilant à l'infini, par des enroulements s'entrecroisant dont il empruntait le détail à son imagination inépuisable ».
Pour autant, le châle passe progressivement de mode après 1870.

## Techniques de fabrication
Les châles étaient à l'origine en cachemires espolinés : tissés à la main, avec des fils de couleur bouclés un à un autour des fils tendus de la chaîne, qui sont ainsi recouverts point par point. En Europe, les premières productions se sont faites au métier à la tire.
L'invention du métier Jacquard permet ultérieurement aux producteurs français et européens d’exécuter plus rapidement des décors riches et complexes.
En Inde, les travaux d'aiguille des brodeurs remplacent les tissages sophistiqués initiaux.

## Port du châle
En Perse, le châle se portait fréquemment autour de la taille chez les hommes. Alors qu'en Inde, il est porté indifféremment par les deux sexes, le châle s'est établi en Occident comme un vêtement essentiellement féminin.